# Gál Irén

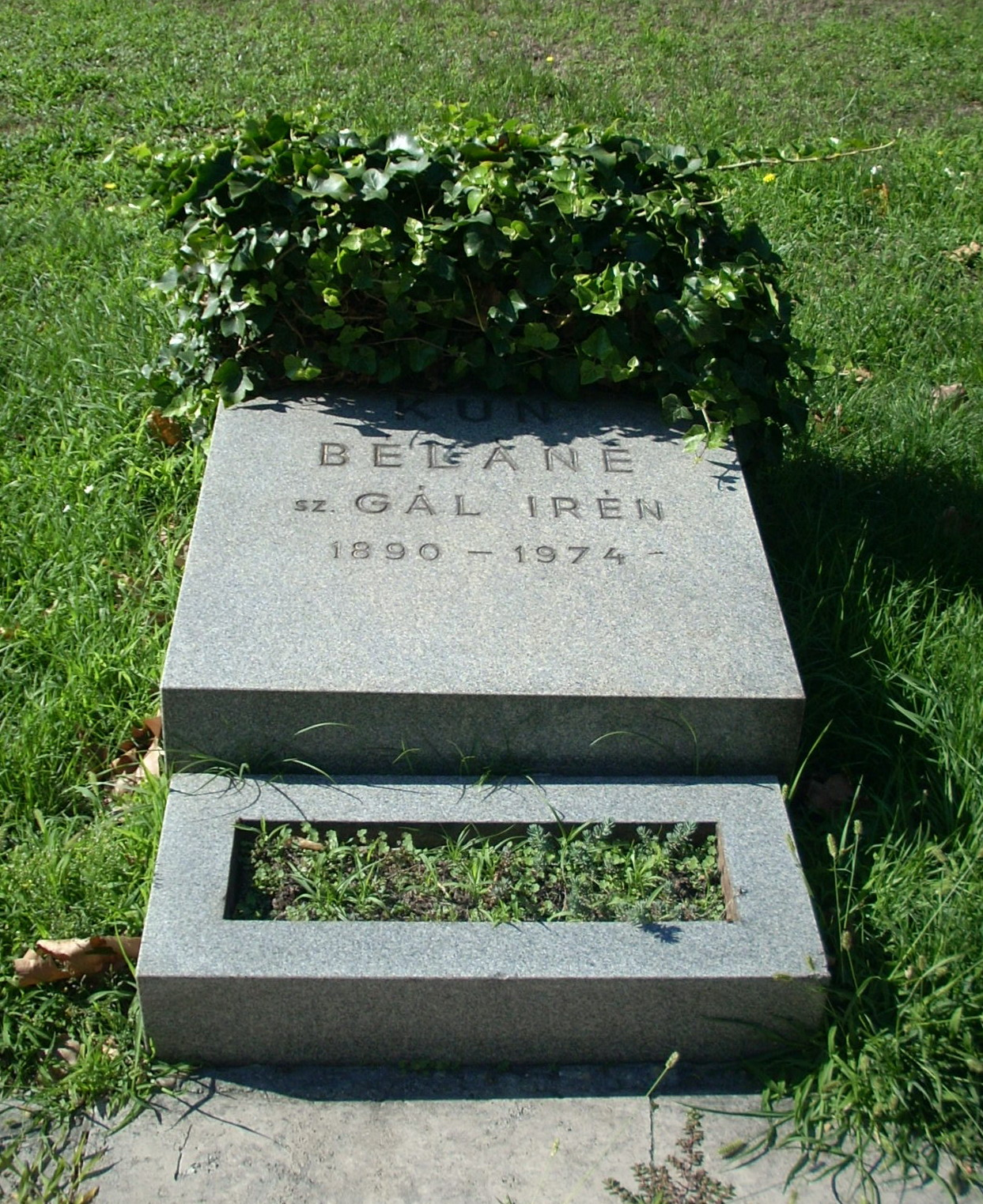
Gál Irén sírja a Kerepesi temető Munkásmozgalmi Panteonja előtti soron, 13. parcella, Jobb oldali sírsétány, 15.

Gál Irén, születési és 1900-ig használt nevén Grün Irén, (Nagyenyed, 1890. december 14. – Budapest, 1974. szeptember 17.) zongoratanárnő, pártmunkás, Kun Béla felesége.

## Élete
Születése idejére elszegényedett, élénken politizáló zsidó polgári családból származott. A kolozsvári felsőbb leányiskola elvégzése után a helyi konzervatóriumban tanult, közben már magántanítványokat is vállalt. Többször koncertezett a városban, ezek révén némi elismertséget szerzett. A társadalmi kérdésekkel élénken foglalkozó lány Palágyi Menyhért előadásait hallgatta az egyetemen, nézetei ekkor még Ferdinand Lassalle-éihoz álltak a legközelebb. A Kolozsvárott újságíróskodó Kun Bélával 1912-ben, egyik barátnőjénél ismerkedett meg, megfelelő szellemi partnert talált benne. Kun August Bebel eszméivel ismertette meg. A Gál család ellenérzései dacára 1913-ban összeházasodtak. Két év múlva született meg első gyermekük.
1918 november végétől illegalitásban élt Seidler Ernőnél, Sebestyén Emilné álnéven. A Magyarországi Tanácsköztársaság alatt 1919 áprilisától a Közoktatásügyi Népbiztosságon dolgozott, a Zeneművészeti és Színházi Osztályon, Reinitz Béla vezetése alatt. A kommün bukása után előbb Ausztriában, majd Olaszországban élt, később a Szovjetunióba ment, ahol csatlakozott férjéhez. 1924-től 1926-ig a Nemzetközi Vörös Segély szervezetében dolgozott, 1926-tól 1937-ig a Marx–Engels–Lenin Intézetben. Férjét 1938. július 29-én letartóztatták, majd kivégezték, őt bebörtönözték, később szabadlábra helyezték és rehabilitálták. Magyarországra 1959-ben tért vissza, és megkezdte emlékiratainak megírását.
Lánya Kun Ágnes műfordító, Hidas Antal felesége volt.

## Fő műve
- Kun Béla (emlékezések, Bp., Magvető Könyvkiadó, 1969)